# Aspidomorphus lineaticollis
Aspidomorphus lineaticollis är en ormart som beskrevs av Werner 1903. Aspidomorphus lineaticollis ingår i släktet Aspidomorphus och familjen giftsnokar och underfamiljen havsormar. Inga underarter finns listade.
Arten förekommer på Trobriandöarna, på Louisiaderna och på D'Entrecasteaux-öarna som alla tillhör Papua Nya Guinea. Honor lägger ägg.